# Djerbahood
Djerbahood est une manifestation d'art urbain durant laquelle des artistes du monde entier investissent le village tunisien d'Erriadh sur l'île de Djerba pour réaliser 250 œuvres créées pour l'occasion. Elle est lancée par la Galerie Itinerrance de Paris en juin 2014.

## Projet
Le nom de l'événement, Djerbahood, s'impose spontanément aux organisateurs à la suite de l'installation des lettres The Hood (terme anglais très familier, parfois utilisé pour désigner un quartier) par Rodolphe Cintorino à l'entrée du village tunisien d'Erriadh sur l'île de Djerba, autrefois appelé Hara Sghira, soit « petit quartier » en arabe.
Les 250 œuvres réalisées par les artistes participant au projet mobilisent plus de 4 500 bombes de peinture et regroupent à la fois des œuvres individuelles et des collaborations.
À ciel ouvert, Djerbahood est une expérimentation de ce que pourrait être un musée du mouvement street art : conçu dans le respect des normes muséales classiques avec une lumière, une scénographie et un parcours, il se démarque des festivals d'art urbain. Selon le quotidien tunisien Le Temps, il s'agit d'une aventure artistique unique dans l'univers de l'art urbain, un mouvement « en effervescence dans un pays en devenir » selon Mehdi Ben Cheikh, fondateur de Djerbahood et directeur de la Galerie Itinerrance de Paris.
Une visite virtuelle des rues du village est possible grâce à l'opérateur téléphonique Ooredoo Tunisie et disponible sur un site web de la marque

## Village
Choisi pour son architecture traditionnelle, le village d'Erriadh bénéficie grâce à la manifestation d'un tourisme, une mise en lumière bénéfique pour l'île, qui souffre après la révolution de 2011 d'une gestion désorganisée du ramassage des ordures.
Le projet est également une aventure humaine qui conduit à des rencontres entre artistes et habitants. Mehdi Ben Cheikh, qui réussit à convaincre les habitants et les commerçants « d'offrir » leurs murs aux différents artistes, évoque un évènement historique pour l'île. Les quelques habitants réticents au départ interpellent finalement pour beaucoup les artistes et l'équipe d'Itinerrance pour avoir eux aussi des œuvres sur leur maison. Les artisans locaux prêtent main-forte pour des installations ou fournir du matériel.

## Artistes
Une petite centaine d'artistes de 30 nationalités différentes participent à l'évènement, parmi lesquels Diogo Machado, Aya Tarek (en), C215, eL Seed, Faith47, Fintan Magee (en), Jace, Pantonio, Phlegm (en), Roa, Swoon ou encore Julien Malland alias Seth, un artiste urbain français, médiatisé notamment à travers ses participations à plusieurs épisodes de l'émission Les Nouveaux Explorateurs.

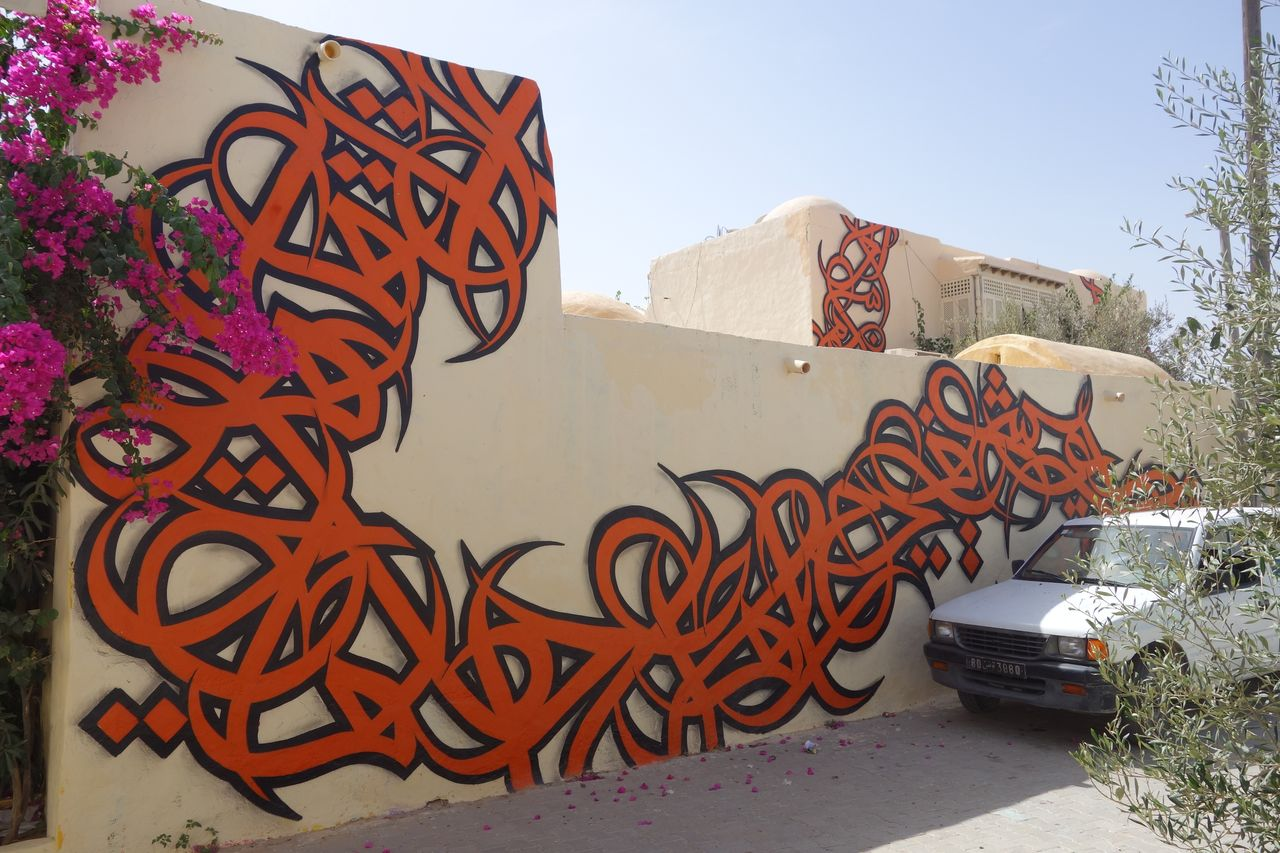
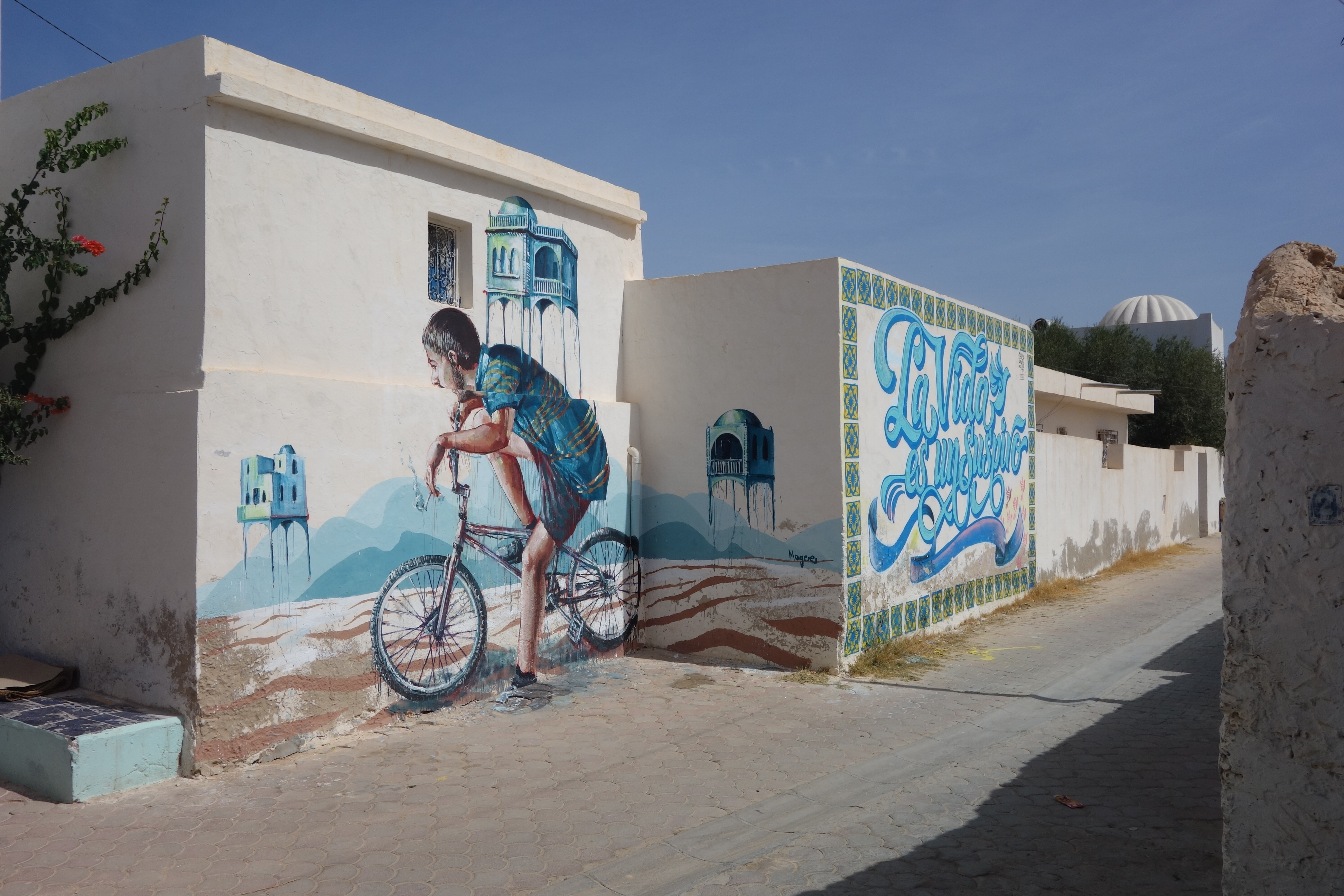
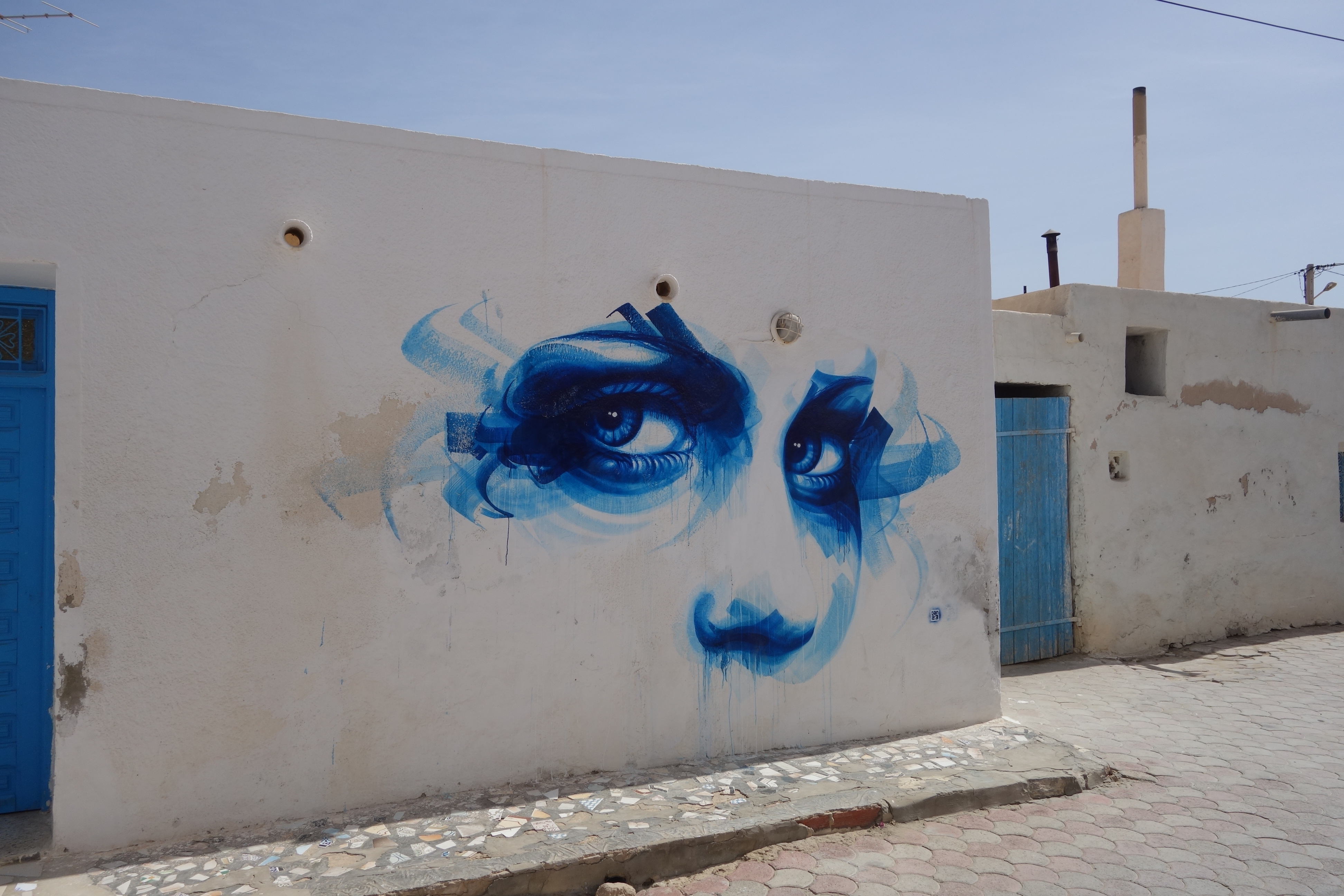
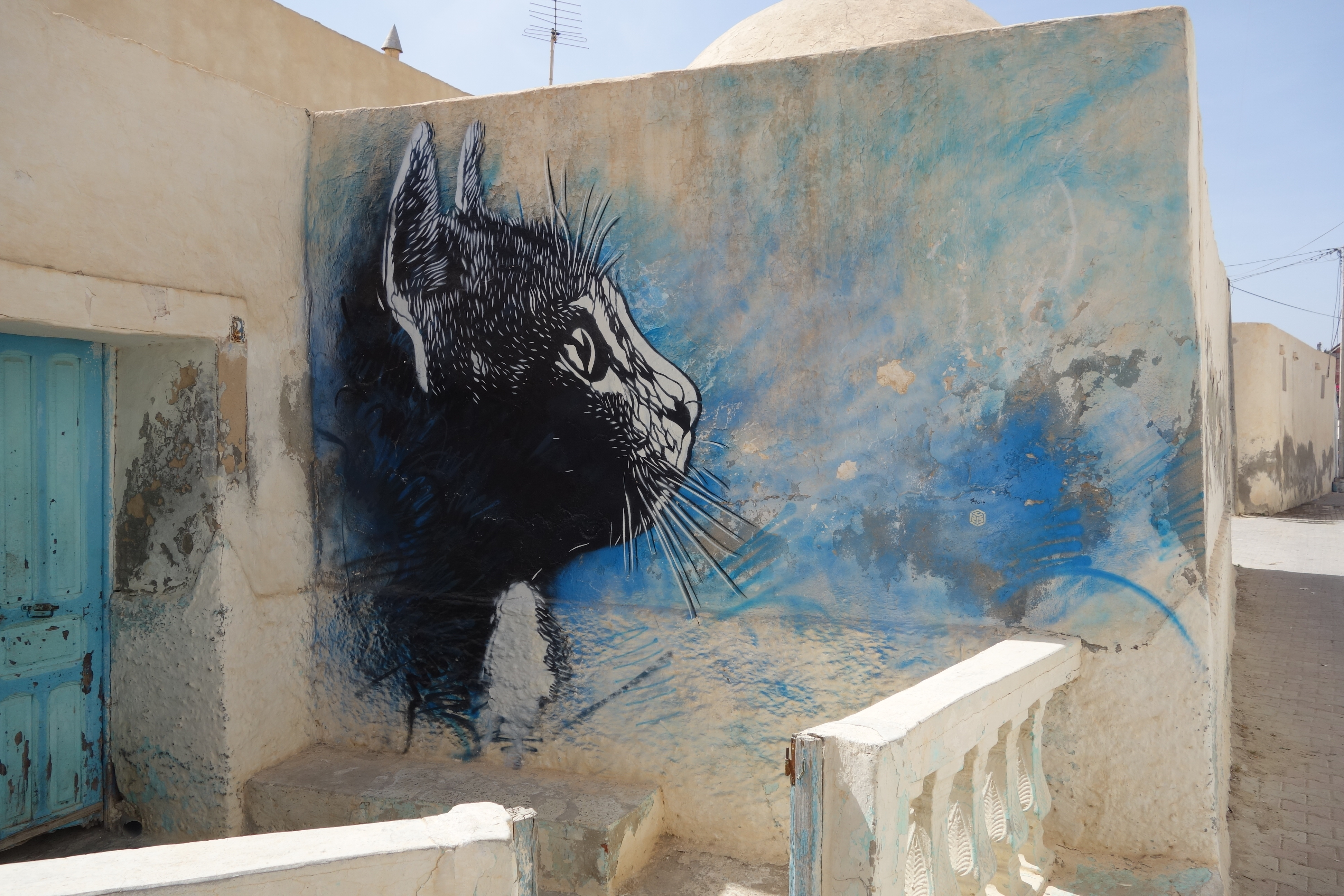
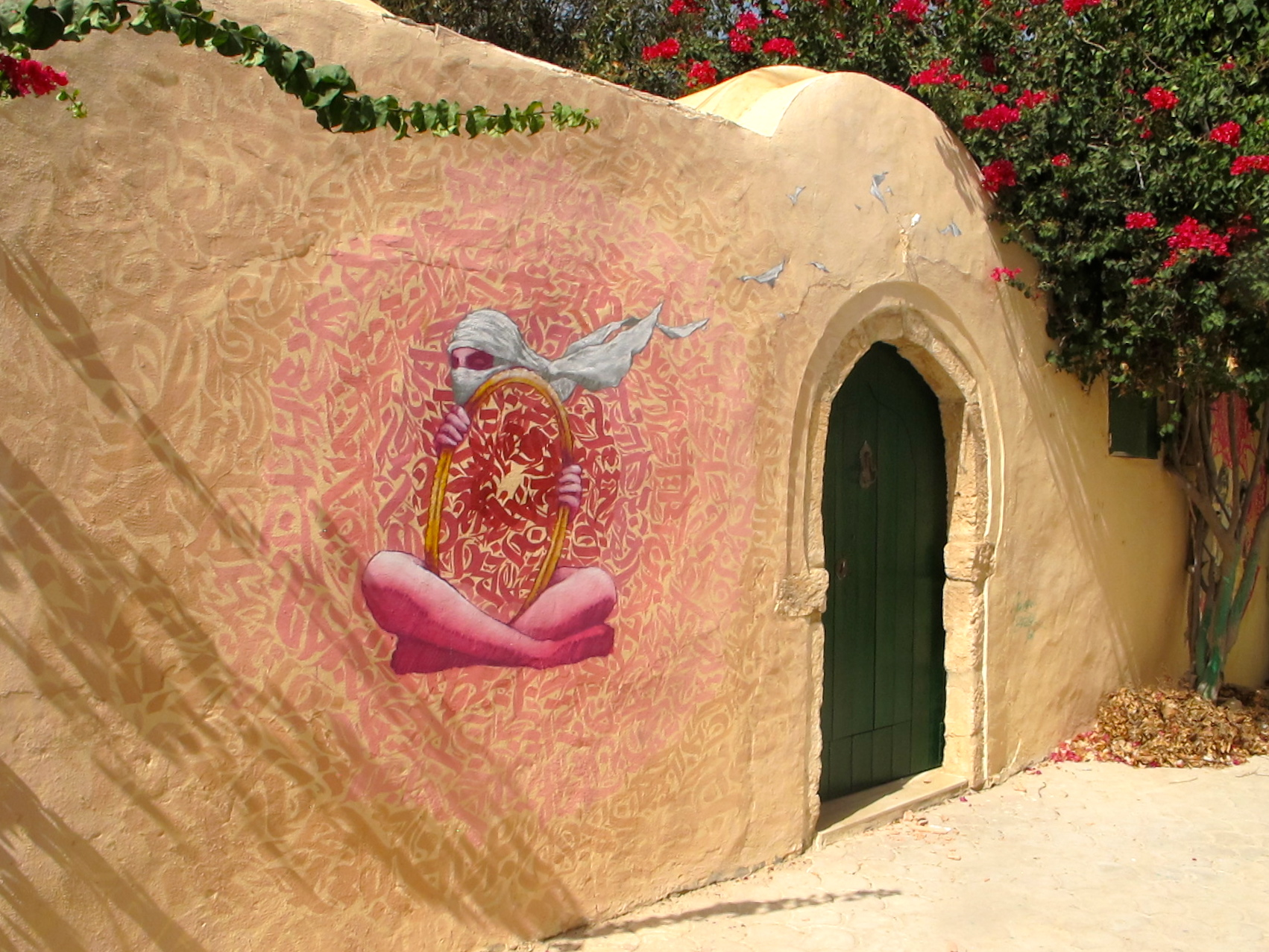
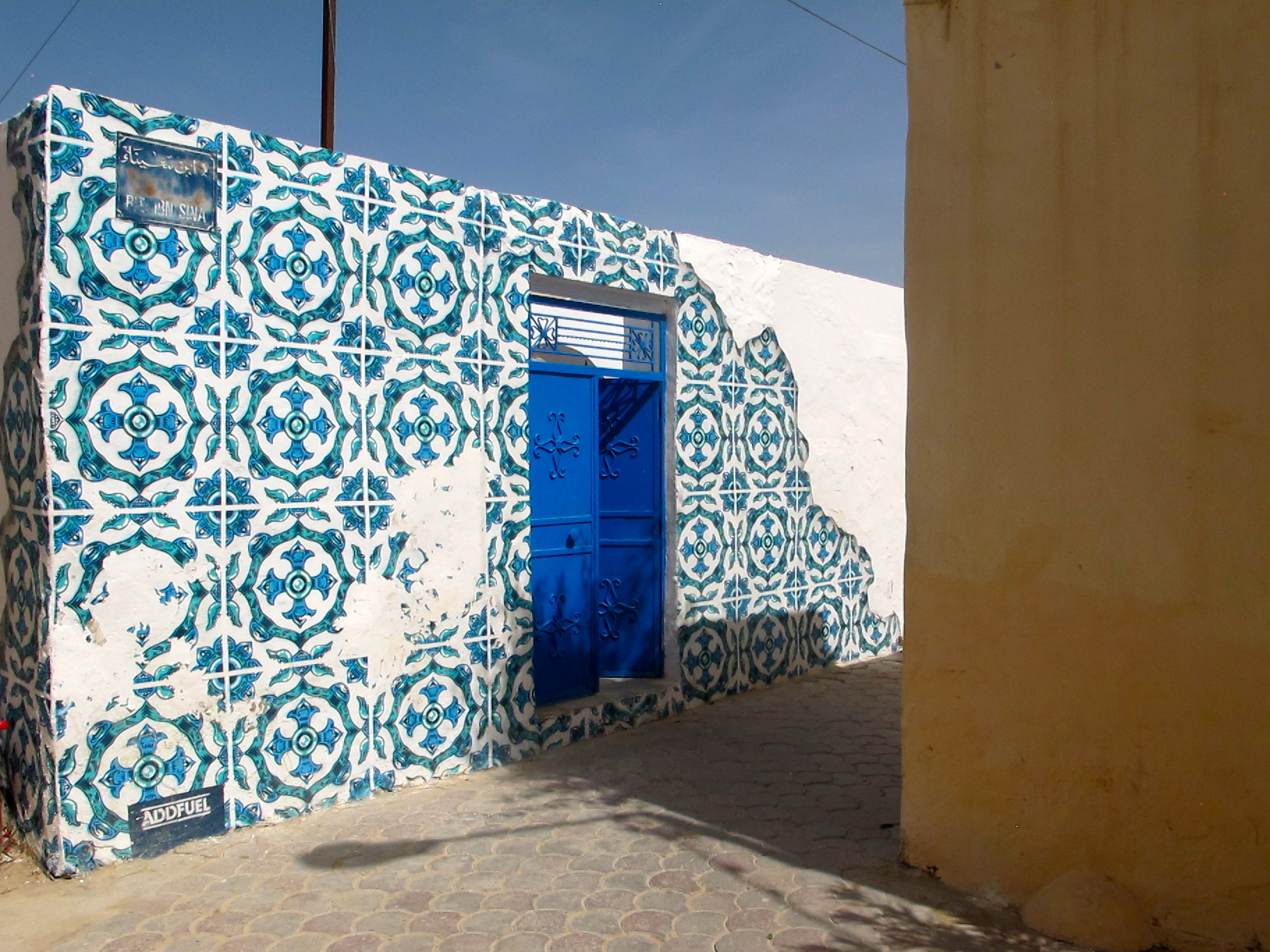
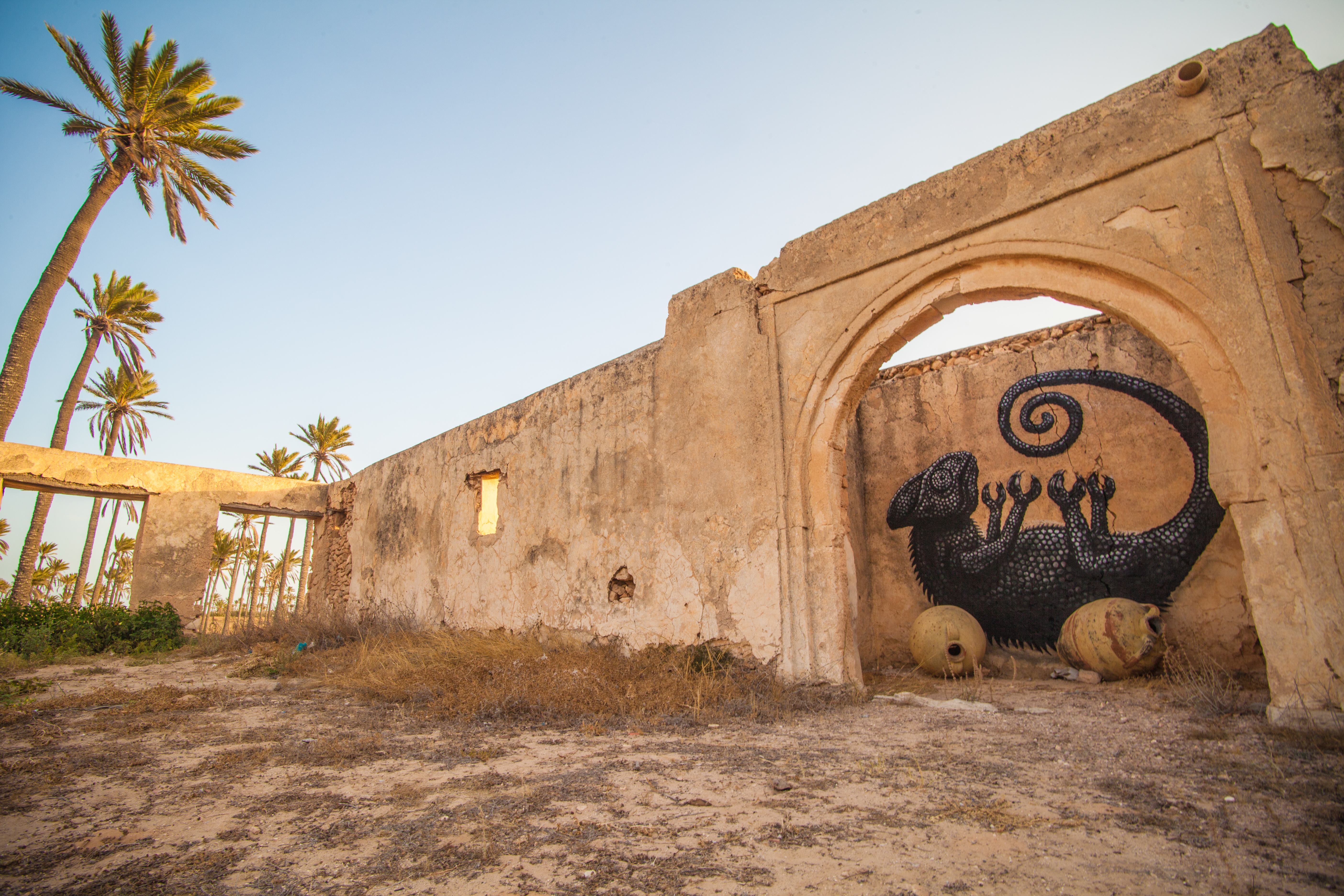
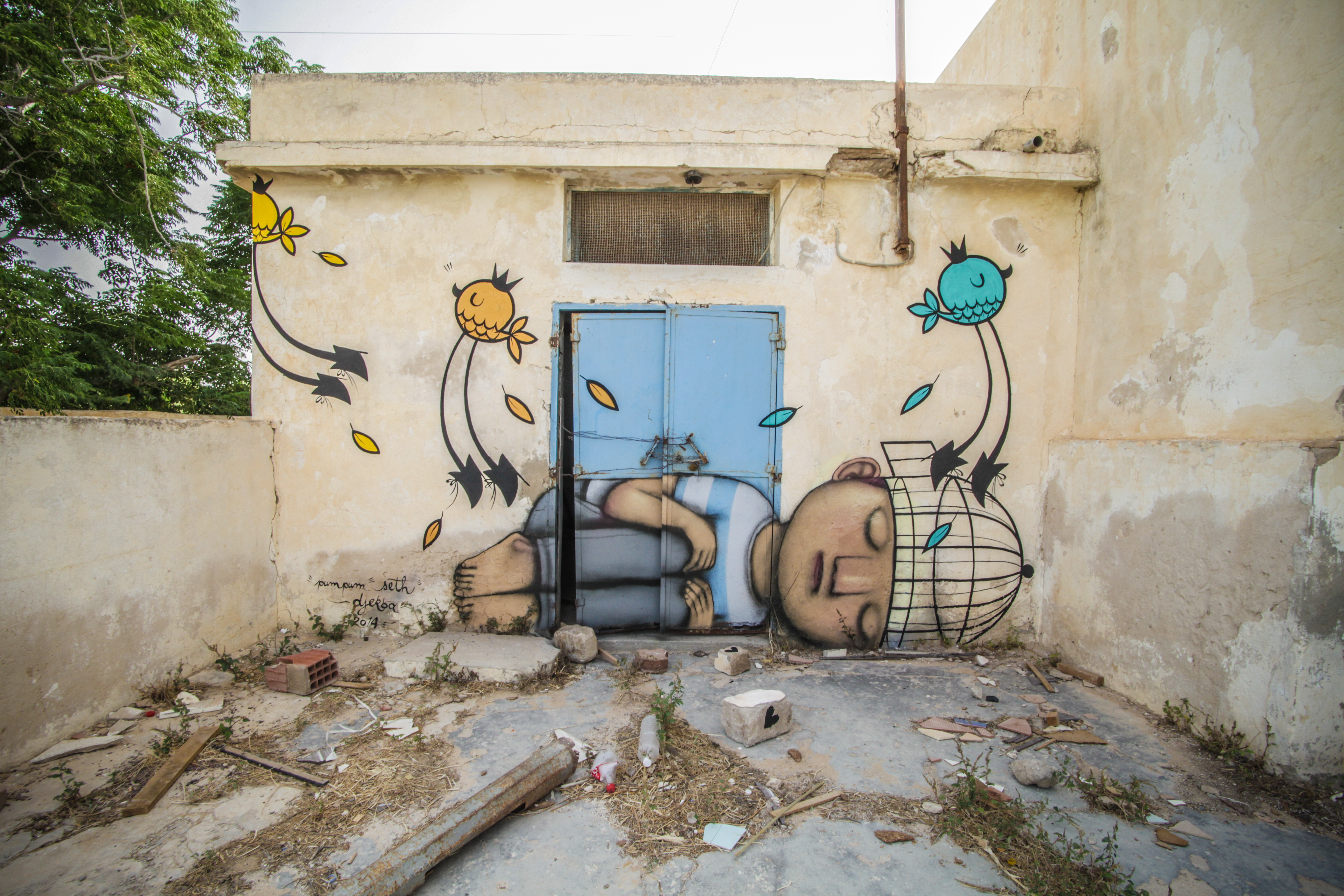
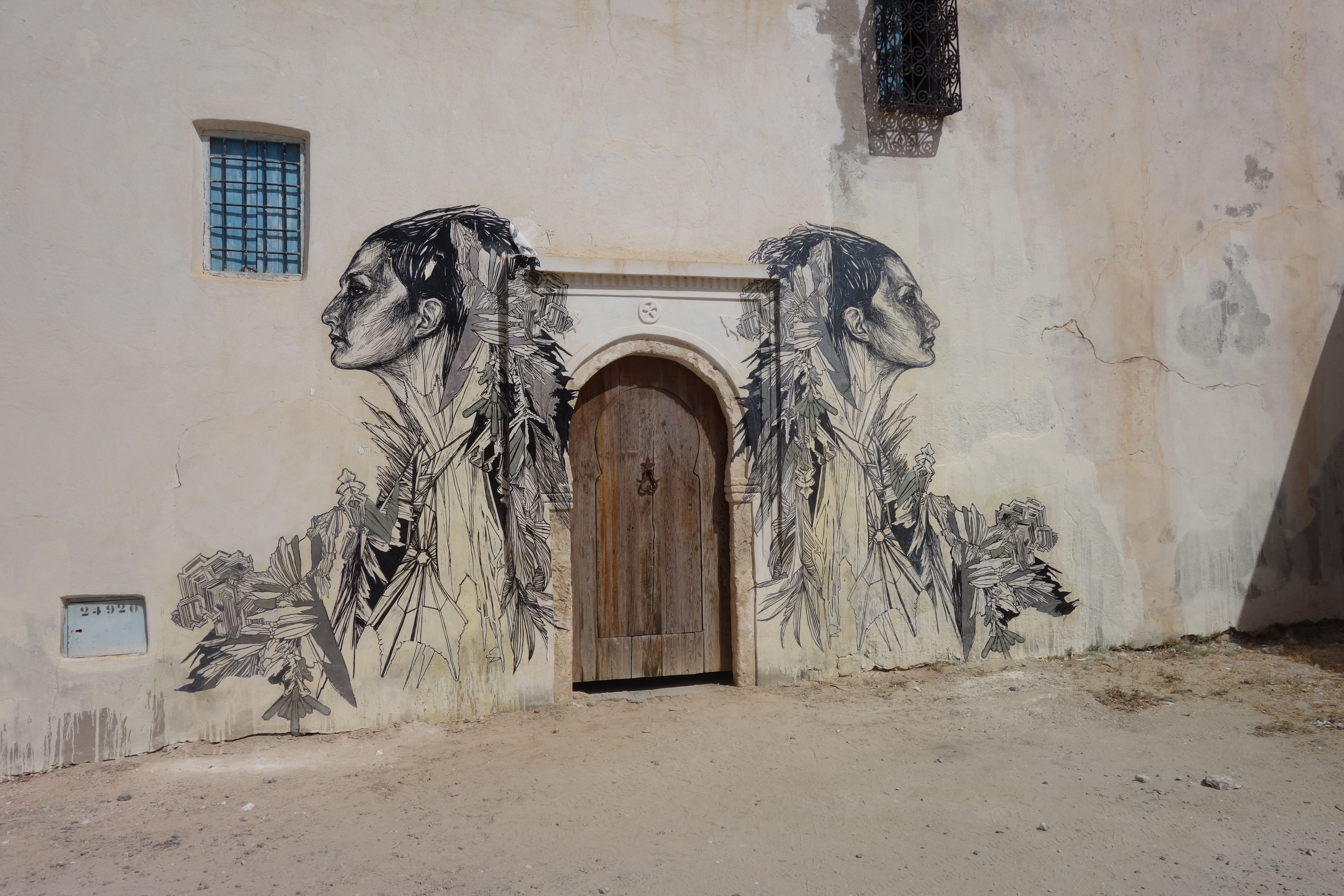

## Couverture médiatique
L'événement est très largement couvert par la presse, avec plusieurs centaines d'articles en l'espace de quelques mois dans plus de 70 pays différents, notamment The New York Times, The Guardian, Le Monde, Libération, Le Huffington Post, La Repubblica, Vogue Italia, Al Jazeera, BBC News, Le Mouv' ou France Inter.
Une web-série documentaire en dix épisodes, proposant une immersion en coulisses avec les artistes, est par ailleurs proposée sur la plate-forme Arte Créative.